# Universíada de Verão de 2027
A Universíada de Verão de 2027, os XXXIII Jogos Universitários Mundiais de Verão, comumente conhecido como os Jogos Mundiais Universitários da FISU Chungcheong 2027, serão um evento multiesportivo sancionado pela Federação Internacional do Esporte Universitário (FISU), que será realizado de 1 a 12 de agosto de 2027 e terá a cidade de Chungcheong, na Coreia do Sul, como sede e foi confirmada, em 12 de novembro de 2022. O slogan desta edição será "With U, With Heart" (em inglês).
Será a terceira vez na história das Universíada de Verão que o evento será realizado na Coreia do Sul. As outras foram Daegu 2003 e, a mais recente, Gwangju 2015.